# Съливан (окръг, Ню Йорк)
Окръг Съливан (на английски: Sullivan County) е окръг в щата Ню Йорк, Съединени американски щати. Площта му е 2582 km², а населението - 75 485 души (2017). Административен център е село Монтичело.